# Свети Архангел Михаил (Непрощено)
Вижте пояснителната страница за други значения на Свети Архангел Михаил.
„Свети Архангел Михаил е средновековна православна църква в село Непрощено, Полога, Северна Македония.
Църквата е изградена в XIII век. Според ктиторския надпис в нея в 1567-1568 година е обновена и живописана с помощта на братята Никола и Раден и на всички православни християни от селото и е осветена на 5 август 1569 година от митрополит Герасим Положки.
По времето на Военния конфликт в Северна Македония в 2001 година на покрива на църквата пада снаряд. Таванът е разрушен, а зидовете напукани, но иконостасът оцелява. По-късно щетите са санирани.